# Marcel Toussaint Terfve
Compléments
Dernier soldat belge tué lors de la Première Guerre mondiale (un quart d'heure avant l'armistice de 1918)
Marcel Toussaint Terfve, né à Liège, le 2 décembre 1893 et mort au combat, le 11 novembre 1918 à 10h45, le long du canal Gand-Terneuse devant le village de Kluizen fut le dernier soldat belge tué lors de la Première Guerre mondiale,,,.

## Éléments biographiques
Marcel Toussaint Terfve nait à Liège (Sainte-Maude), le 2 décembre 1893. Son père, Gilles, est aspirant notaire et sa mère, française, Marie-Jeanne Drapier, est sans profession. Célibataire, Marcel Toussaint Terfve était inspecteur d'assurances. En 1914, il se porte volontaire et est enrôlé dans le 1er régiment de ligne (3e compagnie). Au sein du premier régiment, il connaîtra la défense de la ligne de la Gette, la bataille de l'Yser en octobre 1914, la chute de Dixmude et passera les 4 années de guerre dans les tranchées.
En France, il fait des études pour passer sous-officier et devient adjudant, il rejoint le front en vue de passer sous-lieutenant mais il demande sa rétrogradation pour rester caporal au sein de son unité.
Le 11 novembre 1918, le premier régiment a rejoint la rive gauche du canal Gand-Terneuse devant le village de Kluizen. À 6h40, le premier régiment reçoit un message du haut-commandement informant qu'un cessez-le-feu interviendrait à 11h. Ce message est confirmé à 9h08. Un officier note cependant qu'il existe encore un nid de mitrailleuses sur la rive droite du canal. À 10h42, trois soldats sont fauchés par un tir de mitrailleuse en bord du canal. Deux sont grièvement blessés, le troisième, Marcel Toussaint Terfve a reçu une balle qui lui a perforé le poumon gauche, on tente de lui venir en aide mais il succombe à sa blessure à 10h45, un quart d'heure avant la paix.
Marcel Toussaint Terfve est d'abord inhumé à Eeklo. Il sera réinhumé par la suite au cimetière de Mons Crotteux, le 31 mai 1921,.
Il n'existe actuellement aucun monument à la mémoire de ce soldat comme il en existe pour Antoine Fonck, le premier soldat belge mort le 4 août 1914. Sa sépulture semble également ne pas avoir été conservée.

« Il y a tout dans la courte vie de ce jeune homme. Le courage évident de son engagement volontaire, la solidarité exprimée par sa décision de ne pas monter en grade pour rester au contact de ses camarades d’unité et, bien sûr, l’horreur de la guerre qui tua encore jusqu’aux derniers instants. Sans nécessité. Arbitrairement. Au hasard d’un tir inutile et d’un moment d’imprudence. Tous, nous aurions pu être ce Marcel Terfve ou un des quelque 40 000 autres soldats belges morts entre 1914 et 1918. »